# 明智秀滿

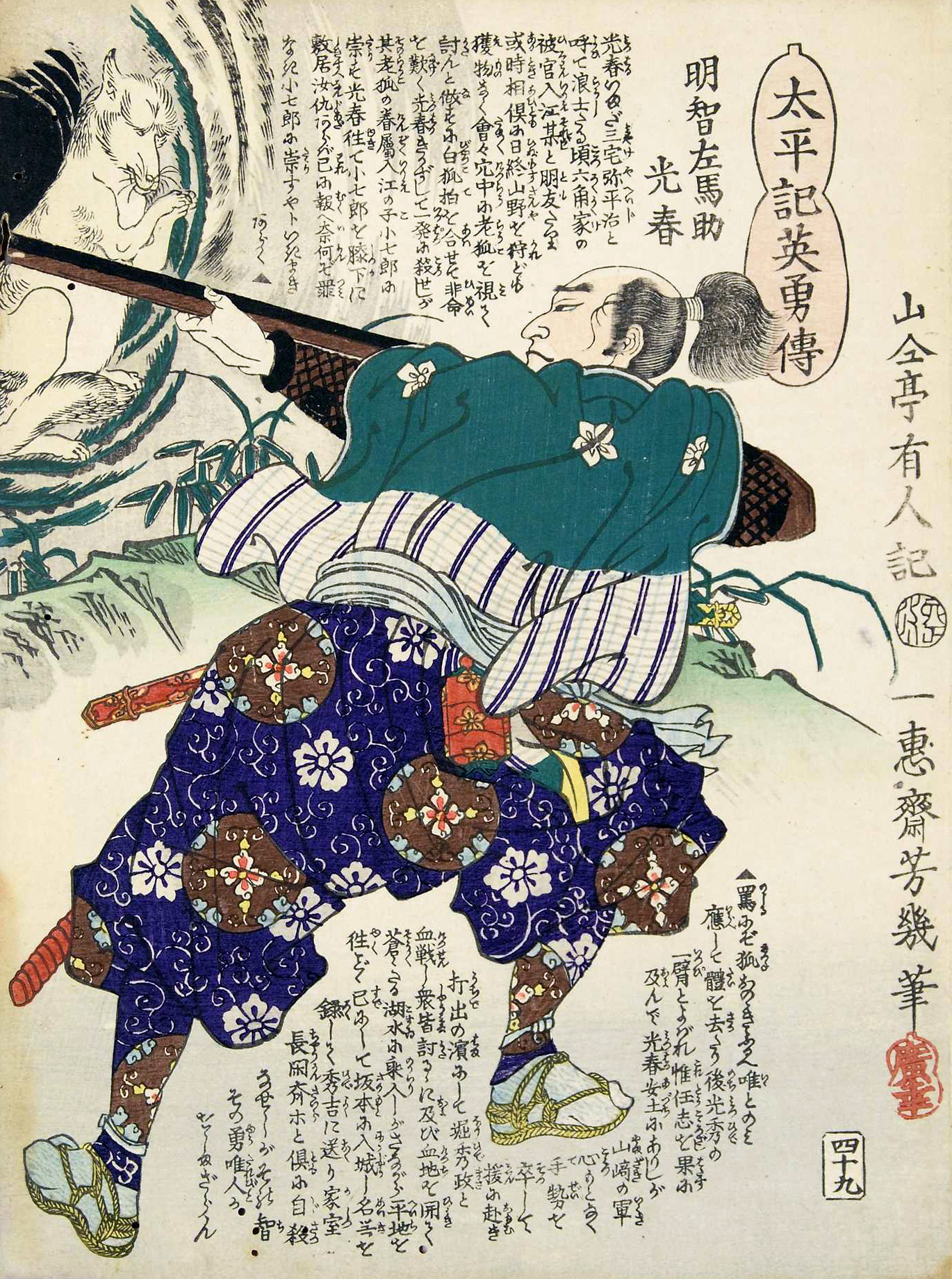
明智秀滿

明智秀滿（1535年—1582年7月4日），日本戰國時代至安土桃山時代武將。織田氏家臣明智光秀的重臣。

## 名稱
同時代的史料中記載實名是秀滿。起初是三宅彌平次，後來改名為明智彌平次（『天王寺屋會記』）。傳說還有明智光春的名字（『明智軍記』）。通稱左馬助相當有名（ 『信長公記』、『川角太閤記』）。傳說幼名是岩千代，改名後叫光俊（『明智氏一族宮城家相傳系圖書』）。另外還有幾個別名流傳於世。

## 身世

### 三宅氏説
秀満當初的名稱是三宅彌平次。三宅氏有數人是明智光秀家臣。還有在傳說中，明智光秀的叔父明智光廉以三宅氏為姓。有説法指秀滿的父親叫作三宅出雲，或是美濃的塗師（在器具上塗上漆的人），或是備前兒島郡常山的國人三宅德置。

### 明智氏説
『明智軍記』中記述，秀滿（被記作光春）是明智氏出身。明智光秀的叔父明智光安之子（『明智氏一族宮城家相傳系圖書』中記載是次男），與光秀是從兄弟的關係。亦有記載以三宅氏為姓的時期。

### 遠山氏説
明治時期由阿部直輔編寫校正的『惠那叢書』（鷹見彌之右衛門所著）中，明智光春（秀滿）的父親光安與美濃國明知城城主遠山景行是同一人物，以此參考的話，遠山景行之子遠山景玄與明智光春是同一人物，亦有明智光春不是秀滿的説法。遠山景玄在元龜3年（1572年）的上村合戰中戰死，但是該説法的史料不完整，所以可能是誤傳。
還有遠山景行的妻子是三河國廣瀬城城主三宅高貞的女兒，遠山景玄因為母親的關係，在某程度上是繼承了三宅氏。

## 生平

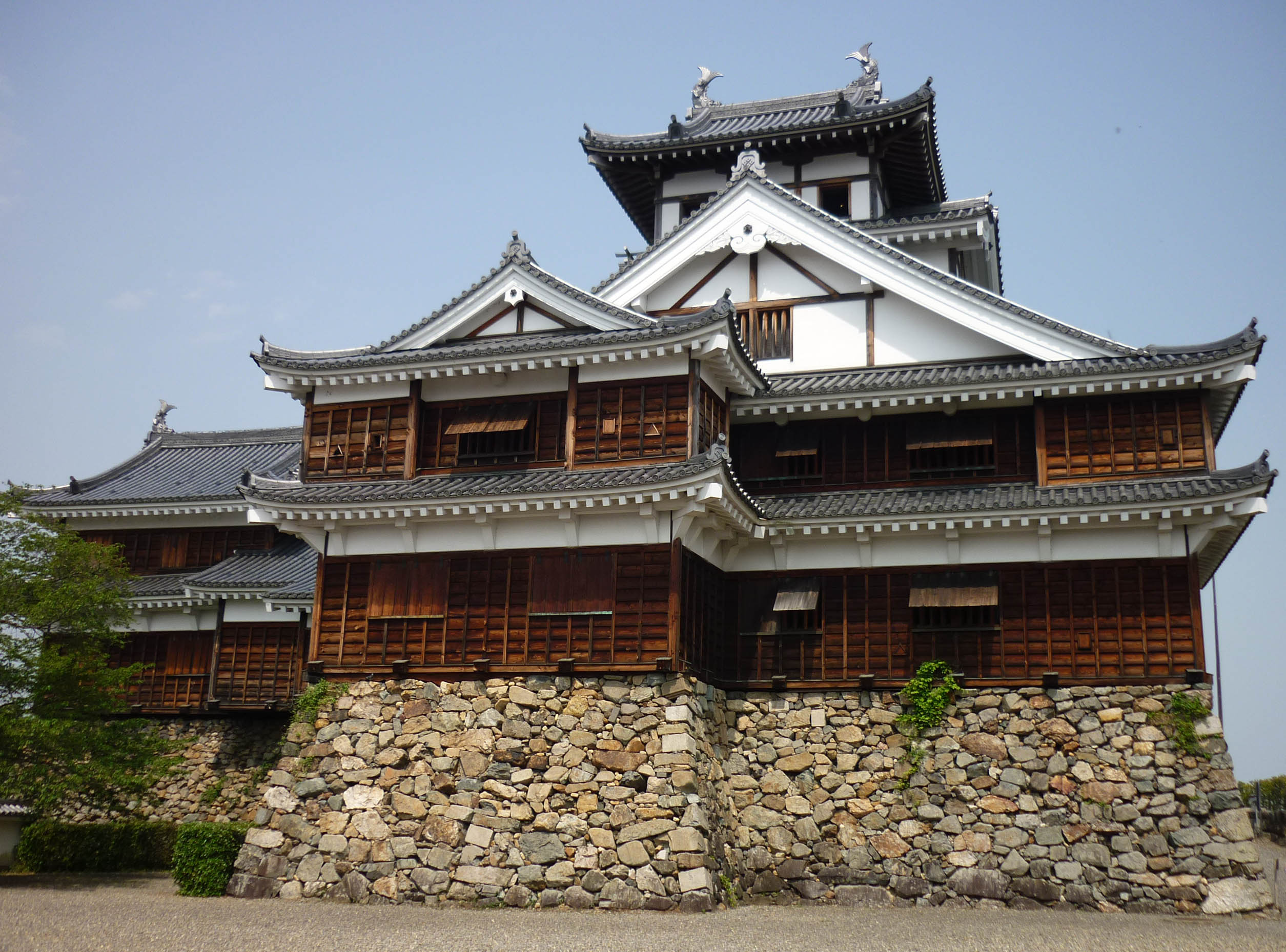
福知山城

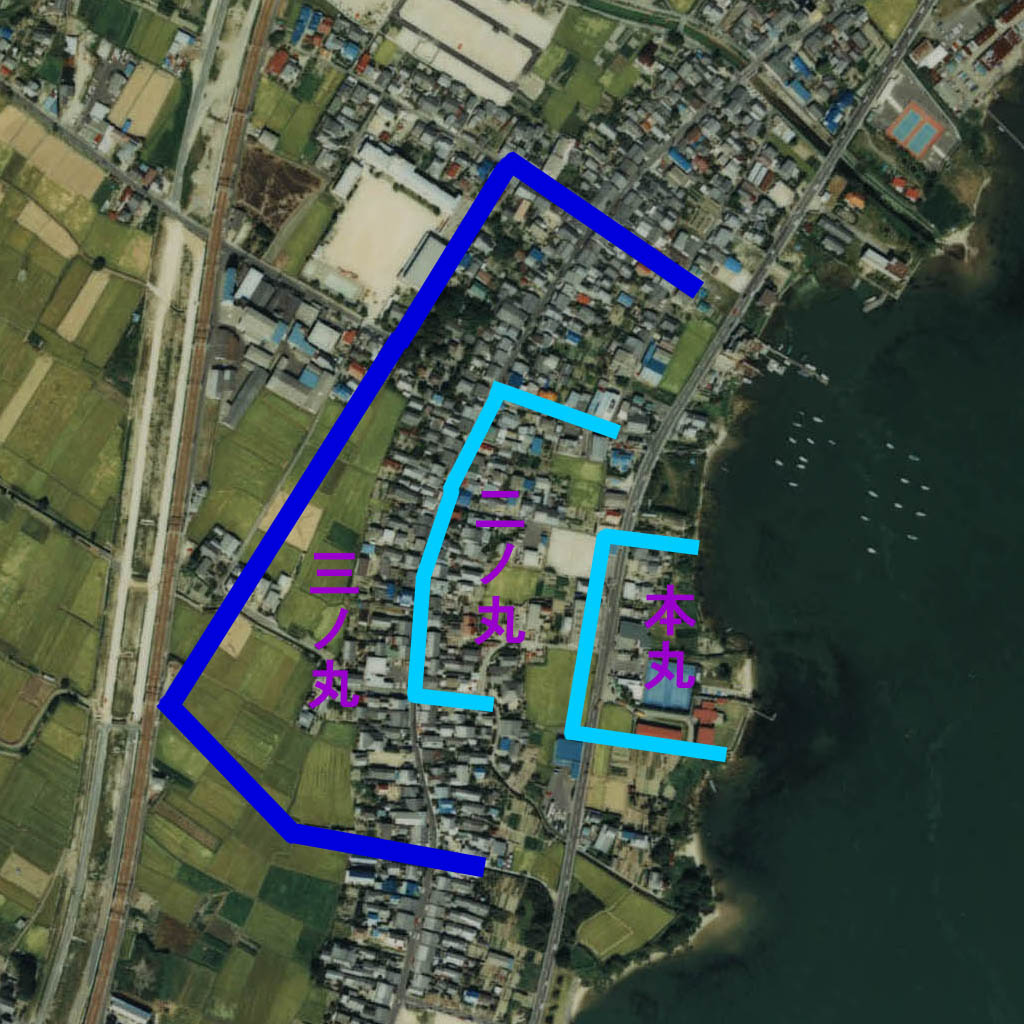
坂本城大概的城郭部分

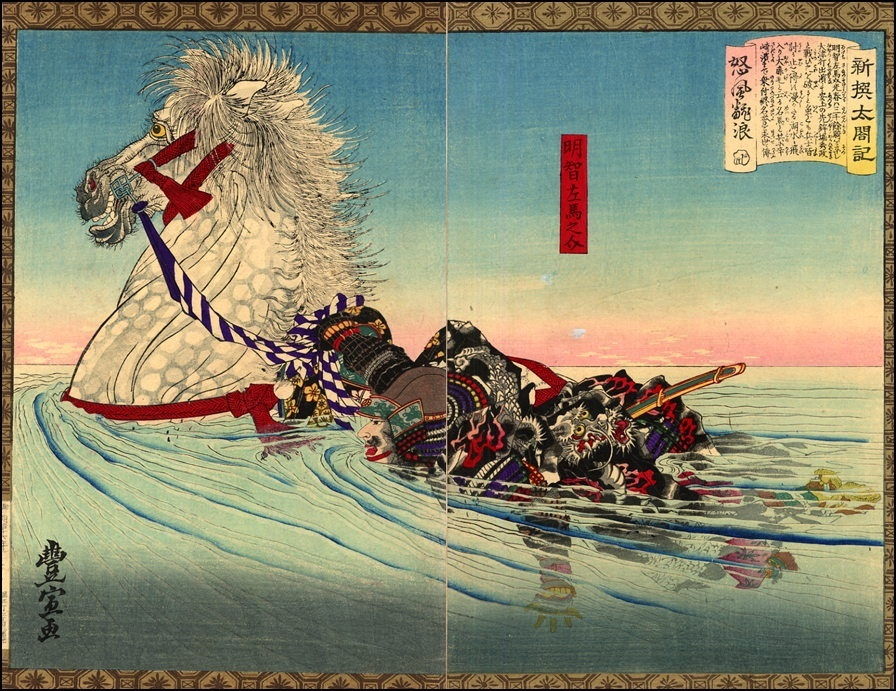
明智左馬助之湖水渡（歌川豐宣畫「新撰太閤記」）

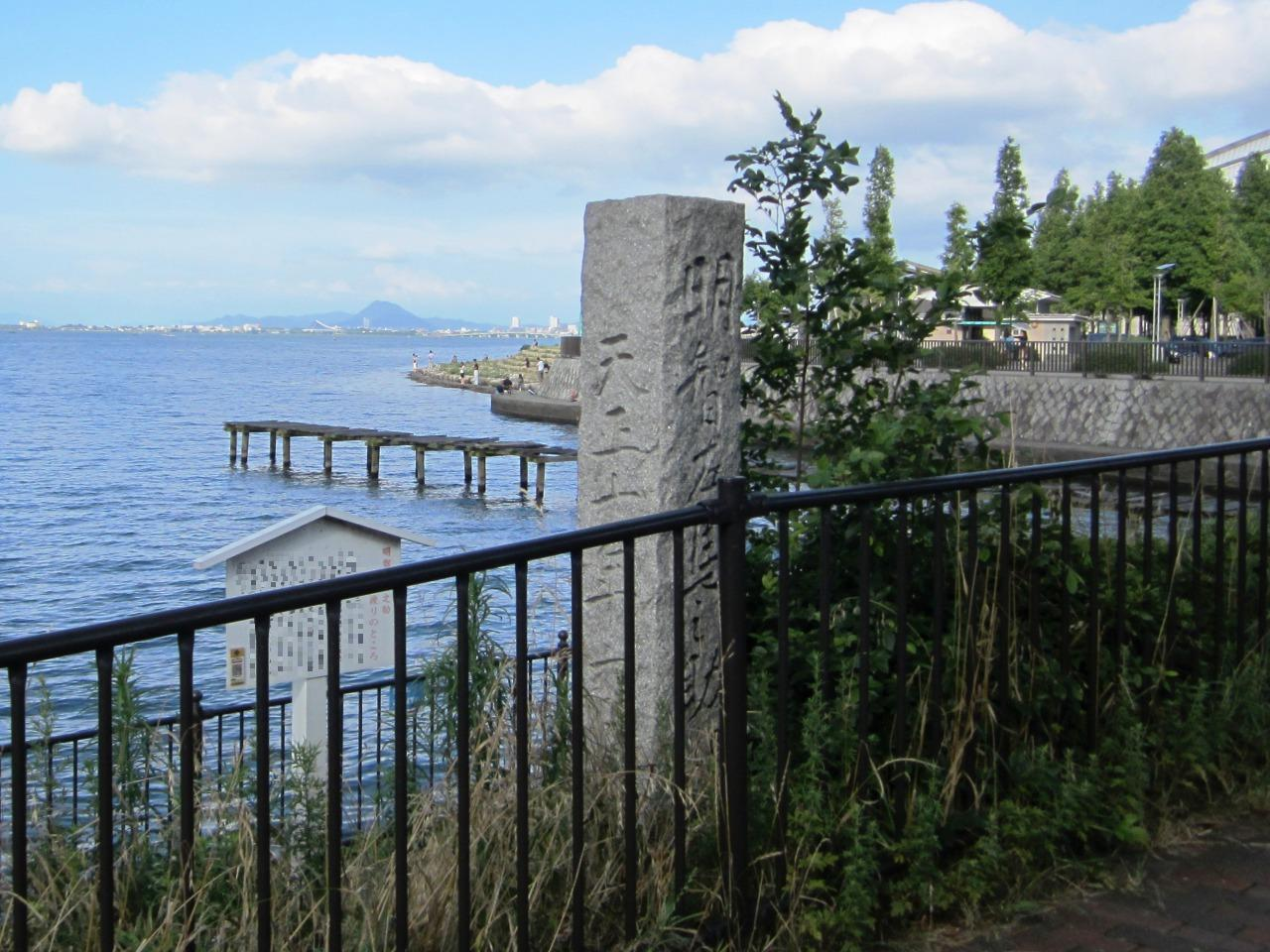
明智左馬助湖水渡之碑（滋賀縣大津市打出濱）

前半生在《明智軍記》的最初就有記載。所以秀滿極有可能是出自明智氏。
從屬於明智家嫡流明智光秀的後見人、長山城的父親光安，但因為在弘治2年（1556年），齋藤道三與齋藤義龍的鬥爭敗北，城池被義龍方攻陷。此時在道三一方的父親自殺，但是秀滿和光秀等人成功逃走並成為浪人。
天正6年（1578年）以後，秀滿迎娶光秀的女兒。光秀的女兒本來已經嫁給荒木村重嫡男村次，但是因為村重叛變而離婚。之後秀滿改明智姓，但是根據文書是天正10年（1582年）4月。
天正9年（1581年），成為丹波福知山城代。
天正10年（1582年），於光秀討伐織田信長的本能寺之變中，擔任先鋒襲撃京都的本能寺。之後就任安土城的守備，與羽柴秀吉戰鬥的山崎之戰中，搶任光秀的後備隊，攻擊出濱的堀秀政時被擊敗後進入坂本城。被堀秀政軍圍城的秀滿，把財寶讓渡給包圍軍後，殺死光秀的妻子，在城中放火並自殺。在俗書中記載享年47歲。在『兼見卿記』中，同年被處刑的秀滿之父（姓名不詳）享年63歲。

## 異說
- 明智光秀是江戶初期的政僧天海前身的説法相當有名，但是亦有秀滿才是天海大僧正的説法。或者是繼光秀之後的第二代天海。
  - 天海出自奥州蘆名氏，但是使用的家紋是遠山氏的丸二引兩紋（丸に二引両）和三宅氏的三宅輔寶紋（三宅輪宝），所以有說法指遠山景玄是天海。「丸二引兩紋」和「三宅輪寶紋」在今日的喜多院中，或者在上野的輪王殿兩大師堂和日光山輪王寺三儀堂中都能看到。

- 亦有傳說指秀滿在坂本城附近的盛安寺（天台真盛宗）出家，在天台真盛宗本山的西教寺中放置了馬鞍。有說法指最初鎧兜（現在在東京國立博物館收藏）和陣羽織都是由西教寺保管。

- 秀滿的遺子後來仕於細川家，以三宅重利為名。

- 有說法指秀滿的庶子太郎五郎是在幕末活躍的坂本龍馬的先祖。

- 有指宮城氏是秀滿（光春）的嫡系的史料存在。

## 逸話
- 光秀曾兩次邀請津田宗及開茶會，秀滿在開茶會時擔當饗應役，亦有文化人的知識。（宗及記）

- 『備前老人物語』記載，光秀在計畫討伐信長之初，曾先單獨詢問秀滿的意見，秀滿以「我明白大人對主上的怨恨，但只要您冷靜片刻必能放下仇恨，大人能拜領近畿的丹波與近江阪本之地，已是過分的恩寵，為了些許的仇恨起逆心，這無疑是自絕於天命之事，還請大人三思」之語勸阻。舉棋不定的光秀隔天又召來家老齋藤利三、溝尾茂朝、明智次郎左衛門、藤田行政四人討論，結果同樣為四人勸阻。正當光秀似乎被勸服，召來秀滿並告知他「昨日之事，我也和年寄(家老)們談過了，大家的意見都跟你一樣，所以就算了吧」時，秀滿卻皺著眉、悲涼的說「如果大人只跟我一人說倒還能停止，但既然大人告訴了家老們，這件事就很難不洩露出去了；如果家老們將您的怨恨報告給主上，大人勢必在劫難逃。現在也只能請大人帶領我們起事了，這並不是因為貪圖富貴，而是事情拖到明天就會成為災禍的問題」，最後，秀滿認為輕率洩露叛意予他人知悉已注定會被信長得知而受罰的論點，終讓光秀下定了叛變的決心。

- 留有被後世稱作「明智左馬助的渡湖。（明智左馬助の湖水渡り）」，騎馬橫渡琵琶湖的武勇傳說─相傳在山崎之戰後，秀滿在退回坂本的途中於渡口(今大津市打出濱一帶)遭遇敵軍而陷入絕境，無路可退的秀滿因此策馬躍入湖中，以一手握住韁繩一面離鞍游水的方式，在敵軍的驚嘆中平安橫渡湖面平安回到坂本城。

- 在死前與敵軍交涉、讓渡文化財寶的逸話亦相當有名：
  - 在阪本城遭秀吉軍的堀秀政、堀直政包圍時，秀滿從天守中投出了寫有主君光秀所有茶器、財寶的目錄，並向城外叫道「撿到信的人，請轉交給堀監物(秀政)殿下，這些寶物是不該被私有的，屬於天下之物。如果讓它們在此毀滅，就是我彌平次傲慢的罪過了」。原本就擔心光秀所有寶物與城共存亡的秀政等人立即出面，與秀滿進行讓渡名物之事。
  - 期間，秀政因在目錄與實物中遍尋不著一把十分名貴的脇差(倶利伽羅の吉広江の脇差)而提出質問，秀滿答道「這把脇差原本是越前朝倉家當主隨身佩帶的寶物，光秀大人在知道東西的下落後，請求信長公下賜才得到它。這個寶物雖在城內，但實在是光秀大人非常珍視的東西，我會把它帶在身上，好在下到冥府時交給大人，這點還請諸位見諒」秀政、直政有感他的忠義，也不再追究。
  - 秀滿為天下保全名物的舉動在後世得到普遍的讚賞，並與俗說中秀滿軍安土退去之際縱火焚毀天主閣和本丸之事形成對比，因此也有基於此認為秀滿並未放火的反論。

- 在阪本城即將落城之際，秀滿在率先攻入城中的武士裡認出了好友入江長兵衛，於是叫道「這不是入江兄嗎，這座城和我的性命都到今天為止了，但想請您聽我最後一言」，然後以自己的例子勸好友放棄武士的生活：「現在用鐵砲打死你很容易，只是我不想做讓勇士之志蒙塵的事罷了。我年輕時，上戰場總是一馬當先，退卻時必任殿軍，努力的想宣揚自己的武名，想著就算犧牲了，至少也能榮蔭子孫，但結果卻如你所見。想我一生克服無數危機、忍耐各種困苦，結果仍落得今日天命窮盡的下場。入江兄，看看我的下場，不要像我這樣，放棄做武士，安穩的過一生吧」，並在語畢將裝有300兩黃金的皮袋交給他。事後，長兵衛也果真聽從秀滿之勸當了商人，並因此致富。

- 佩刀「明智拵」直到現在還在流傳。刀身沒有銘，簡單樸素和實用的打刀在那個時代留存下來的數量十分少，作為貴重的歷史資料保存（在東京國立博物館收藏）。

## 登場作品
小說
- 明智左馬助之戀（日本經濟新聞出版社（日语：日本経済新聞出版社）、加藤廣（日语：加藤廣）著）
- 叛臣（光文社、多岐川恭（日语：多岐川恭）著）

影視劇
- 明智左馬之助（1914年、日活、演：尾上松之助）
- 敵在本能寺（1960年、松竹、演：森美樹）
- 太閤記（日语：太閤記 (NHK大河ドラマ)）（1965年、NHK大河劇、演：片岡秀太郎（日语：片岡秀太郎 (2代目)））
- 國盜物語（日语：国盗り物語 (NHK大河ドラマ)）（1973年、NHK大河劇、演：三ツ木清隆）
- 新書太閤記（日语：新書太閤記#新書太閤記（NETテレビ））（1973年、NET、演：水谷豐）
- 女太閤記（1981年、NHK大河劇、演：川口啓史）
- 德川家康（1983年、NHK大河劇、演：大林丈史）
- 太閤記（日语：太閤記 (1987年のテレビドラマ)）（1987年、TBS、演：伊庭剛）
- 春日局（1989年、NHK大河劇、演：磯部勉）
- 信長KING OF ZIPANGU（1992年、NHK大河劇、演：小野了）
- 豐臣秀吉 獲取天下！（日语：豊臣秀吉 天下を獲る!）（1995年、TX、演：安藤一夫）
- 秀吉（1996年、NHK大河劇、演：青島健介）
- 家康最恐懼的男人 真田幸村（日语：家康が最も恐れた男 真田幸村）（1998年、TX、演：山本道俊）
- 國盜物語（日语：国盗り物語#新春ワイド時代劇版）（2005年、TX、演：平山廣行）
- 太閤記 獲取天下的男人・秀吉（日语：太閤記〜天下を獲った男・秀吉）（2006年、EX、演：阪本浩之）
- 功名十字路（2006年、NHK大河劇、演：富家規政（日语：冨家規政））
- 信長之棺（日语：信長の棺#テレビドラマ）（2006年、EX、演：前川泰之）
- 明智光秀 不被神眷顧的男人（日语：明智光秀〜神に愛されなかった男〜）（2007年、CX、演：大泉洋）
- 敵在本能寺（2007年、EX、演：市川染五郎）
- 女信長（2013年、CX、演：鈴木一真）
- 軍師官兵衛（2014年、NHK大河劇、演：鳥羽潤）
- 麒麟來了（2020年、NHK大河劇、演：間宮祥太朗）

遊戲
- 鬼武者系列（CAPCOM，配音：金城武）